# Podilymbus
Podilymbus là một chi chim trong họ Podicipedidae.